# Isla Grande (Panamá)
Isla Grande es una isla del Mar Caribe y corregimiento ubicado en la provincia de Colón que pertenece a Panamá.
A pesar de lo que indica su nombre se trata de una isla de dimensiones pequeñas en la cual se encuentra la famosa estatua del Cristo Negro en los corales.

## Historia
En recientes revisiones históricas se ha llegado a la conclusión de que esta isla es el Bastimento que mencionan Cristóbal Colón y Rodrigo de Bastidas en sus crónicas de viajes entre 1502 y 1503.

## Turismo

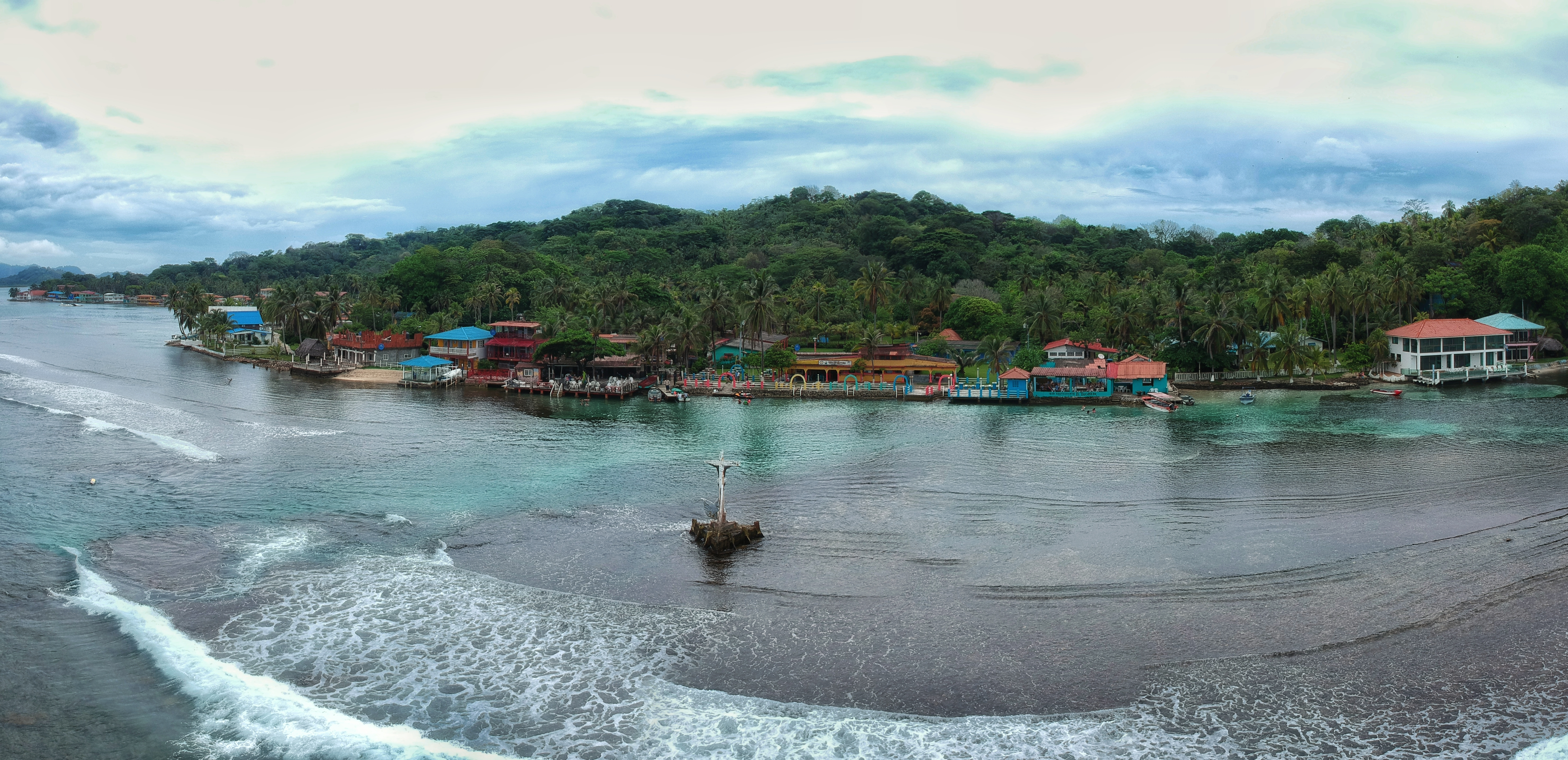
Vista aérea de Isla Grande.

El acceso a la isla es a través de lanchas que manejan los habitantes locales; estando a media hora de la ciudad de Colón no está permitido el ingreso de automóviles a la isla pues solo hay senderos para caminar. Durante todo el año, las aguas entre la isla y la tierra firme continental proveen excelentes condiciones para practicar deportes acuáticos como el surf.

## Cultura
Posee una gran riqueza gastronómica y cultural. Los habitantes del territorio tienen una herencia afrocolonial o de gente de cimarrones, diferente a los emigrantes de las islas del Caribe de habla inglesa que arribaron a Panamá a principios del siglo XX como trabajadores para construir el Canal de Panamá.